# Ictidodraco
Ictidodraco — вимерлий рід тероцефалових терапсид пізньої пермі в ПАР. Типовий вид Ictidodraco longiceps був названий південноафриканськими палеонтологами Робертом Брумом і Джоном Т. Робінсоном у 1948 році з зони збору Cistecephalus. Ictidodraco колись був класифікований як скалопозавр родини Silpholestidae. Scaloposauria та Silpholestidae більше не вважаються дійсними групами, а Ictidodraco тепер класифікується як базальний член клади Baurioidea.

## Опис
Ictidodraco — невеликий тероцефал з довгою загостреною мордою. Він має великі очні западини, які закриті повними заочноямковими перегородками на задньому краї западин. У верхній частині черепа, між двома скроневими отворами, тім'яна ділянка широка. На відміну від інших тероцефалів, немає характерного сагітального гребеня. Як і в інших розвинених тероцефалів, Ictidodraco має невелике вторинне піднебіння. Вторинне піднебіння є похідною ознакою, яка надає розвинутим тероцефалам вигляду, дуже схожого на ссавців, хоча воно розвинулося незалежно в групі в результаті конвергенції.